# U.S. Route 52
U.S Route 52 (också kallad U.S. Highway 52 eller med förkortningen  US 52) är en amerikansk landsväg i USA som sträcker sig i nordvästlig-sydöstlig riktning. Den börjar i Portal, North Dakota vid kanadensiska gränsen där den fortsätter som Saskatchewan Highway 39. US 52 slutar i Charleston, South Carolina. Den är 3335 kilometer lång.